# Red Rock Ridge
Red Rock Ridge (englisch für Roter Felsengrat, in Argentinien Promontorio Roca Roja ‚Rotes Felsenvorgebirge‘, in Chile Punta Roca Roja ‚Roter-Felsen-Spitze‘ bzw. Morro Roca Roja ‚Roter-Felsen-Hügel‘) ist ein felsiger und auffällig rotgefärbter Gebirgskamm von bis zu 690 m Höhe an der Fallières-Küste des Grahamlands auf der Antarktischen Halbinsel. Er erstreckt sich am Nordrand der Gabriel-Halbinsel zwischen dem Neny-Fjord und der Rymill Bay.
Teilnehmer der British Graham Land Expedition (1934–1937) unter der Leitung des australischen Polarforschers John Rymill nahmen 1936 eine erste geodätische Vermessung des Gebiets vor. Eine weitere Vermessung im Jahr 1948 durch den Falkland Islands Dependencies Survey ergab, dass der französische Polarforscher Jean-Baptiste Charcot die Formation bereits 1909 als Ile Pavie oder Cap Pavie benannt hatte. Rymills deskriptive Benennung wurde jedoch beibehalten und stattdessen der Gebirgskamm Pavie Ridge mit Charcots Benennung bedacht.